# Prestonia parvifolia
Prestonia parvifolia là một loài thực vật có hoa trong họ La bố ma. Loài này được K.Schum. ex Woodson miêu tả khoa học đầu tiên năm 1936.